# The Vivienne
James Lee Williams (12 d'abril de 1992 - 5 de gener de 2025), amb el nom artístic de The Vivienne, va ser una drag-queen gal·lesa, coneguda per ser l'ambaixadora del Regne Unit el 2015 pel programa de telerealitat RuPaul's Drag Race. Més tard va competir i va guanyar la primera sèrie de RuPaul's Drag Race UK el 2019, i va tornar a competir a la setena temporada de RuPaul's Drag Race All Stars el 2022. Es va convertir en la primera drag a competir a Dancing on Ice el 2023, en la quinzena temporada del concurs, en la qual va acabar en tercer lloc.
The Vivienne va llançar un extended play, Bitch on Heels (2022). També va interpretar la malvada Bruixa de l'Oest per la gira britànica del 2024 del musical El màgic d'Oz.
Williams va néixer i es va criar a Gal·les del Nord i es va traslladar a Liverpool a 16 anys. Va estudiar a l'escola Rydal Penrhos de Bae Colwyn. Era d'ascendència romaní.
Williams utilitzava els pronoms neutres en anglès they/them. S'identificava com un home gai.